# Национальная разведывательная служба (Греция)
Национальная служба разведки (греч. Εθνική Υπηρεσία Πληροφοριών, ΕΥΠ) — спецслужба Греции, штаб-квартира находится в Афинах.
Директор Национальной разведывательной службы с 1 августа 2019 года — Панайотис Контолеон.
Девиз службы — «λόγων απορρήτων εκφοράν μη ποιού» (цитата из древнегреческого философа Периандра, в приблизительном переводе — «не обсуждаем конфиденциальные вопросы»). Общее число сотрудников службы неизвестно и остается засекреченным; греческие СМИ, как правило, дают оценку порядка 3 тысяч.

## Миссия
Основной миссией ΕΥΠ является обеспечение национальной безопасности, включая:
- Сбор, обработку, оценку и распространение информации политического, экономического и военного характера;
- Контрразведывательную деятельность;
- Обеспечение безопасности национальных коммуникаций (РЭР).

ΕΥΠ непосредственно подчиняется министру внутренних дел, децентрализации и электронного управления, который вправе назначить или уволить её директора.
В спецслужбе работают следующие категории персонала:
- Гражданские служащие на постоянной основе;
- Квалифицированные гражданские служащие на основе частных договоров найма;
- Сотрудники, находящиеся на действительной военной службе в вооруженных силах, береговой охране и полиции Греции. Также используется точно не известное число агентов на местах.

## История
Служба разведки была основана 7 мая 1953 года (Закон 2421/1953) под названием «Центральная служба разведки» (греч. Κεντρική Υπηρεσία Πληροφοριών, ΚΥΠ), 27 августа 1986 года название было изменено на нынешнее — «Национальная разведывательная служба». В создании ΚΥΠ принимала участие группа агентов ЦРУ США греческого происхождения, наиболее известным из которых был Томас Карамессинес, который впоследствии занял должность заместителя директора ЦРУ по планированию.
Первым директором ΚΥΠ был ветеран второй мировой войны и гражданской войны в Греции генерал-лейтенант артиллерии Александрос Нацинас, возглавлявший разведку с момента её основания до декабря 1963 года. На протяжении первых 11 лет своей истории (1953—1964) греческая разведка находилась под жёстким контролем ЦРУ, а её сотрудники получали зарплату от США,а не греческого правительства, пока премьер-министр Георгиос Папандреу не пресёк эту практику. Во время режима «чёрных полковников» (1967—1974), KYP осуществляла функции политической полиции, преследуя противников режима. Андреас Папандреу после своего прихода к власти в 1981 году осуществил ряд мероприятий по контролю за государственным аппаратом, в том числе спецслужбами. На должность директора KYP А.Папандреу назначил своего близкого друга генерал-лейтенанта в отставке Георгиоса Политиса, депутата парламента от партии Всегреческое социалистическое движение, который организовал массовую чистку персонала разведки. В 1986 году, согласно постановлению правительства Греции 1645/86, KYP была реорганизована в гражданскую службу ΕΥΠ, и должность её директора замещается гражданскими лицами (в основном — дипломатами) в то время как ранее её возглавляли исключительно военные.
С 1 августа января 2019 года директором ΕΥΠ является Панайотис Контолеон. Его предшественником на этом посту был Яннис Рубатис.